# ارزه الضبعه
ارزه الضبعه (به عربی: أرزة الضبعة) یک منطقهٔ مسکونی در سوریه است که در استان حما واقع شده‌است.

## خصوصیات
ارزه الضبعه ۱٬۲۸۰ نفر جمعیت دارد.